# Арселон
Арсело́н (колишня назва оксало́н) — жаростійке волокно з класу поліоксадиазольних волокон. Розроблено на початку  1970-х років у НВО «Хімволокно», м. Митищі, Московської області
У промислових масштабах виробляється з 1975 р. на РУП СПО «Хімволокно», м. Свєтлогорськ, Білорусь.
Ключове властивість волокна — стабільність фізико-механічних характеристик при високій температурі, аж до 300 °C. Своєчасна поява власного волокна в Радянському Союзі дозволило відмовитися від імпорту зарубіжних волокон, в першу чергу, «Номекса».
Основні області застосування: термостійкі рукавні фільтри, фрикційні вироби, захисний одяг для пожежників і рятувальників.